# Norbert Izbicki
Norbert Izbicki (ur. 13 listopada 1799 roku w Rześniówce w powiecie krzemienieckim na Wołyniu, zm. w 1854 roku) – dowódca Legionu Polskiego w Piemoncie z ramienia Hotel Lambert.
W 1817 roku wstąpił do Wojska Polskiego Królestwa Kongresowego. Porucznik od 28 października 1830 roku. Członek sprzysiężenia podchorążych, uczestnik Nocy Listopadowej, podpułkownik w powstaniu listopadowym od 24 września 1831 roku. Przeszedł do Prus i udał się do Francji na początku 1832 roku. Członek Towarzystwa Historyczno-Literackiego w Paryżu od 1847 roku, uczestnik Wiosny Ludów, w Legionie Polskim w Bolonii od lipca 1848 roku.